# Cercion malayanum
Cercion malayanum is een libellensoort uit de familie van de waterjuffers (Coenagrionidae), onderorde juffers (Zygoptera).
De soort staat op de Rode Lijst van de IUCN als niet bedreigd, beoordelingsjaar 2007.
De wetenschappelijke naam van de soort is voor het eerst geldig gepubliceerd in 1876 door Selys.
Cercion wordt niet meer algemeen erkend en de drie soorten die nog onder het geslacht worden gerekend acht men veelal incertae sedis.